# Препродакшен
Підготовчий період, препродукція або препродакшен (англ. pre — «перед» і production — «створення») — процес підготовки до створення фільму, музичного твору, рекламного ролика і будь-якого іншого твору.
Підготовчий період охоплює:
- Вибір режисера
- Вибір зірок (кастинг)
- Залучення керівних фахівців (творчих і адміністративних) і набір членів знімальної групи
- Розробка знімального плану, графіка (календарно-постановочний план, скорочено КПП)
- Складання кошторису виробництва
- Вибір знімальних об'єктів

Найнятий студією режисер знайомиться зі сценарієм і погоджує зі студією своє бачення сценарію і свій задум. Якщо студію все влаштовує, режисер стає головною дійовою особою виробництва і повністю відповідає за готовий результат — фільм. Режисер знайомить членів знімальної групи зі своєю концепцією, пояснює, як він хоче знімати, що йому потрібно. За його вказівкою художник-розкадровщик створює «розкадрування» («storyboard»). Воно може бути у вигляді малюнків, а може бути створене за допомогою спеціальних комп'ютерних програм і виглядати як анімаційний 3D фільм. Крім цього режисер створює так званий режисерський сценарій, в якому детально описується, як повинна зніматися кожна сцена, кожен план. Storyboard і режисерський сценарій допомагають фахівцям зрозуміти, що хоче отримати режисер в кадрі.
На основі режисерського рішення кожен фахівець продумує рішення для реалізації режисерського задуму. Іншими словами фахівці займаються режисурою тільки кожен у своїй галузі й користуючись своїм інструментарієм: оператор світлом, розташуванням, рухом камери, художник зовнішнім виглядом обстановки, де буде зніматися сцена, художник по костюмах і гример — зовнішнім виглядом персонажів. Звукорежисер продумує звукове оформлення сцени, щоб ще більше посилити необхідну атмосферу. Якщо режисер планує покласти тут музику, композитор, виходячи з характеру сцени, продумує партитуру.
У музиці препродакшен означає стадію, на якій композитор або продюсер створює демо-версію пісні перед тим, як записувати її на студії. На цій стадії автор закінчує роботу над аранжуваннями і втілює своє кінцеве бачення твору.

## Кіногрупа
Залежно від бюджету і складності фільму склад знімальної групи може бути різним. Ось приблизний перелік членів кіногрупи:
1. Продюсер, помічники продюсера
2. Режисер-постановник, помічник режисера
3. Оператор-постановник (відповідає за загальне візуальне рішення, включаючи світло, не завжди сидить за камерою сам)
4. Художник-постановник
5. Композитор
6. Звукорежисер (відповідає за загальне звукове рішення й остаточне зведення шумів і музики — мікс), асистенти
7. Художник по костюмах, його асистент, костюмери
8. Художник-гример, гримери
9. Звукооператор, асистенти, мікрофонщики (на знімальному майданчику)
10. Оператор, другий оператор (іноді саме вони сидять за камерами)
11. Режисер по масовці, асистент, бригадир масовки
12. Другий режисер або 1-й асистент (здійснює контроль за всім процесом)
13. 2-й другий режисер (займається плануванням виробництва)
14. 2-й і 3-й асистенти режисера
15. Асистенти по акторах
16. Редактор (в американському кіновиробництві він, крім загального нагляду за відповідністю зйомок сценарію, здійснює монтаж)
17. Скрипт-супервайзер (стежить, наприклад, щоб пропущена репліка або, навпаки, додатково не вплинула на зміст сцени і пов'язані з цим сцени)
18. Музичний редактор
19. Асистенти оператора по плівці і фокусу
20. Асистент художника, художник-декоратор, асистенти художника декоратора, бутафори, реквізитори, маляри, робітники-постановники
21. Кастинг-директор, асистент
22. Локейшн-менеджер (здійснює попередній пошук знімальних майданчиків)
23. Постановники трюків
24. Режисер по візуальних спецефектах (працює зі студіями, які готували спецефекти, комп'ютерну графіку)
25. Виконавчий продюсер
26. Зам. директора знімального майданчика
27. Адміністратор по готелях, переїздах, включаючи замовлення залізничних і авіаквитків
28. Старший адміністратор
29. Адміністратор по майданчику
30. Адміністратор по побуту (відповідає за харчування, туалети, приміщення для відпочинку, прийому їжі)
31. Механіки камер, кранів та іншої знімальної техніки
32. Дольщик (рухає операторський візок — dolly, укладає рейки)
33. Бригада освітлювачів (бригадир і його помічники)
34. Електрик
35. Піротехнік
36. Черговий лікар
37. Робітники, вантажники
38. Охорона
39. Обслуга

При необхідності наймаються консультанти та інші фахівці, наприклад, тренери, вихователі (у випадку зайнятості в зйомках дітей), дресирувальники (у разі зйомок тварин) і т. д. Кількість членів знімальної групи може сягати понад сто осіб.
Вибір знімальних об'єктів, відповідно до режисерського бачення, на першому етапі здійснюють художник спільно з локейшн-менеджером або тільки локейшн-менеджер. Якщо художник вважає, що оглянутий об'єкт задовольняє вимогам, на його огляд виїжджають режисер, оператор і звукооператор. Всі об'єкти вибираються з огляду на відповідність характеру, настрою, атмосфері сцен. Але, крім того, і з технологічної точки зору.